# Tallbit
Tallbit (Pinicola enucleator) är en stor fink som förekommer i norra delarna av norra halvklotet, både i Europa, Asien och Nordamerika. Hanen är mestadels rosenröd och honan grågul. Precis som korsnäbbarna varierar mycket i färg beroende på ålder och kön. Fågeln häckar i avlägsen gammalskog, men vintertid kan den vissa år ses helt orädd äta rönnbär mitt inne i samhällen. Dess närmaste släktingar är domherrarna. Den minskar i antal, dock inte tillräckligt kraftigt för att anses vara hotad globalt.

## Kännetecken

### Utseende
Tallbiten är en stor (19–22 cm) och trastlik fink. Den har kraftig kropp, lång stjärt och grov näbb med krökt näbbrygg. I alla dräkter har den dubbla vita vingband och vita kanter på tertialerna som kontrasterar med den svartaktiga vingen. 
Hanen är vanligen mörkt rosenröd med grå och svarta inslag, men grundfärgen kan variera i ljusare röda gula toner. Honans fjäderdräkt är övervägande grågul. Den svartgrå stjärten är kluven i spetsen. Flykten är snabb, kraftfull och går i bågar.
Fåglar i Nordamerika är något större än de i Gamla världen, med kortare och ännu kraftigare näbb samt svartare vingar och stjärt.

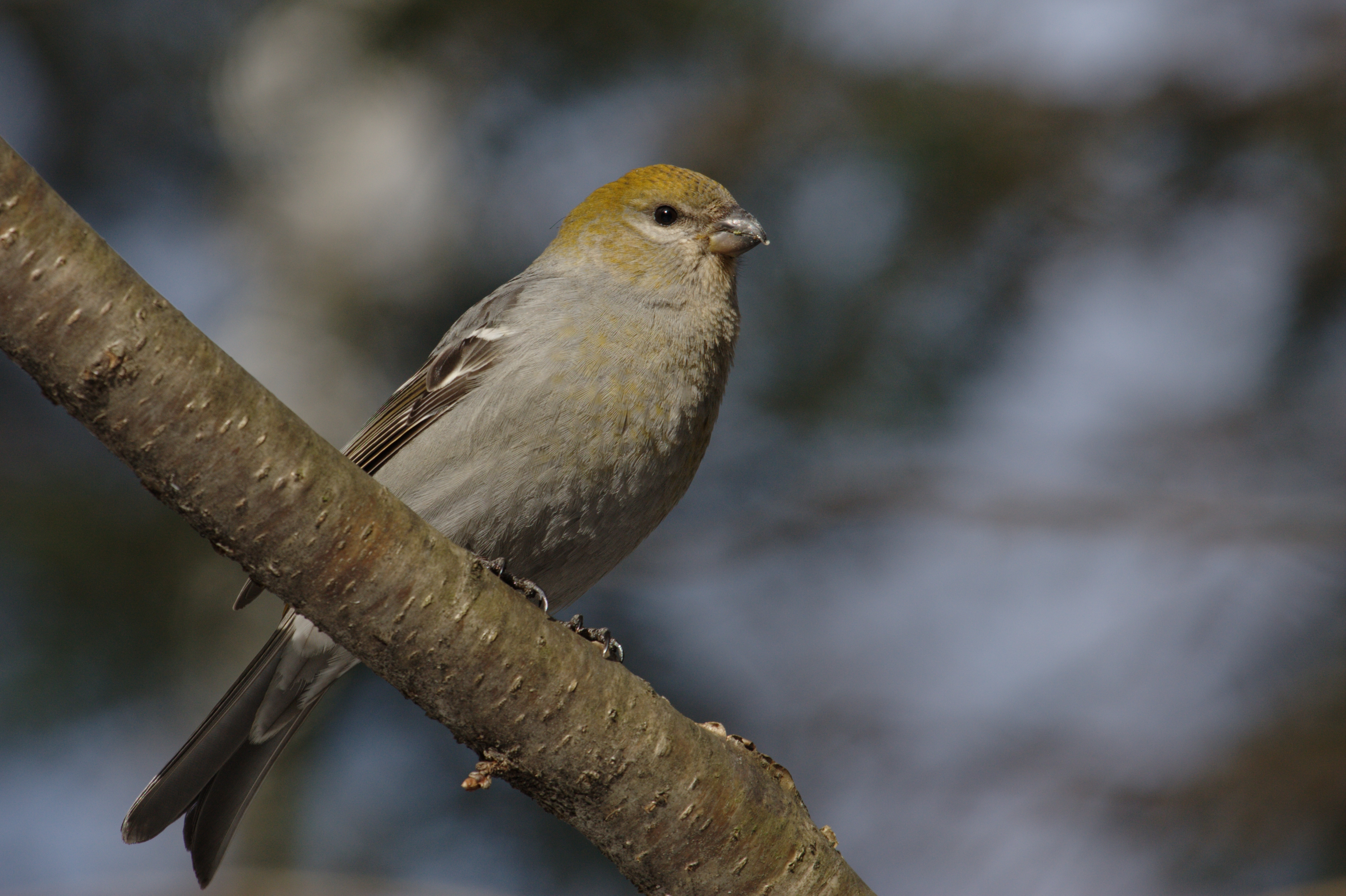
Hona eller ung hane i cap Tourmente i Capitale-Nationale i Quebec.

### Läte
I flykten hörs flöjtande och klara "plyit" och "dju-djy", från flockar mer lågmälda "bytt-bytt-bytt...". Sången har ödslig klang, en kort strof som skyttlar på ett par toner, något påminnande om grönbenans spelläte.

## Utbredning och systematik
Tallbiten har en cirkumpolär utbredning i de norra delarna av norra halvklotet och förekommer i tallskogar i Alaska, bergsområdena i västra USA, i Kanada, subarktiska Fennoskandia, Sibirien på Kurillerna och i högt belägna bergsområden på Hokkaido. Den är mestadels en stannfågel, men under vissa invasionsår flyttar den längre söderut. I Europa observeras den mycket sällsynt i Tyskland, Frankrike och Italien.

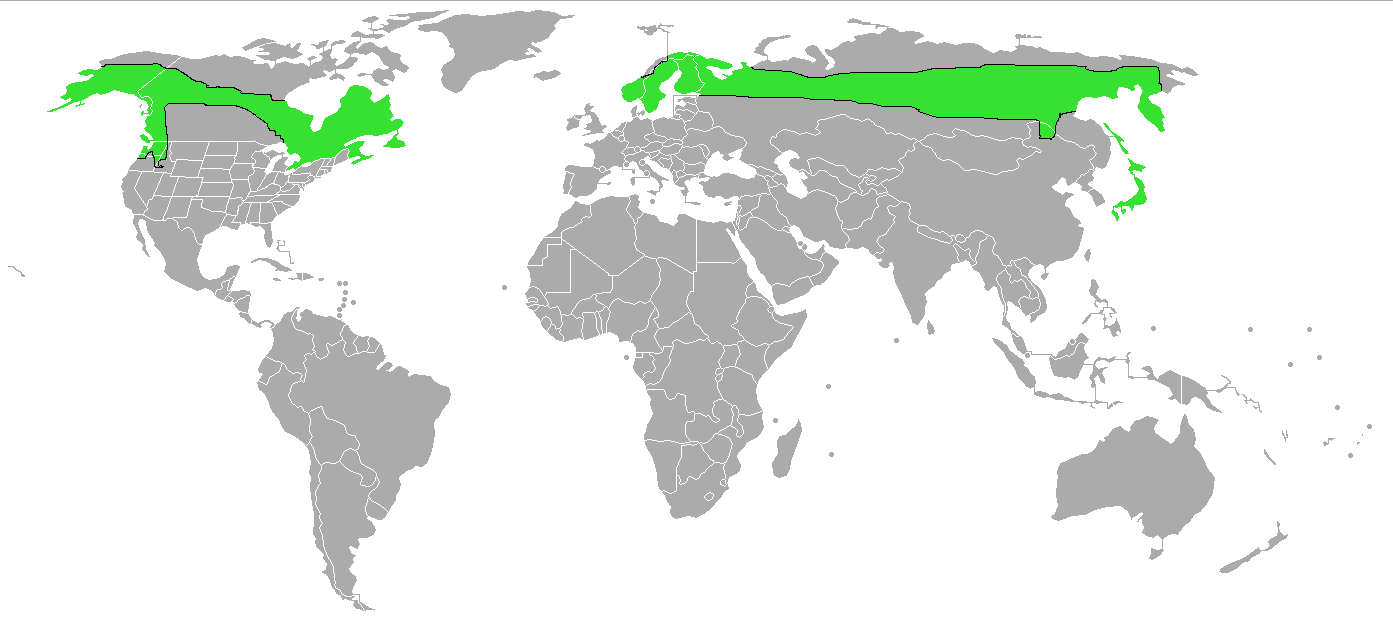

### Utbredning i Sverige
Tallbiten är en svårinventerad art och populationen verkar variera från år till år. Den normala sydgränsen i Sverige går troligen i höjd med Siljan i Dalarna. Den saknas av allt att döma i Hälsingland men är till synes regelbunden i västra delarna av Medelpad, Ångermanland och Västerbotten. I Norrbotten förekommer den i nästan hela landskapet, dock sällsynt nära kusten.

### Evolution
Tallbiten placeras numera som ensam art i släktet Pinicola och står nära domherrarna (Pyrrhula). Tidigare fördes även den asiatiska arten med dåvarande namnet himalayatallbit även till släktet, men DNA-studier visar att den trots sin ytliga likhet med tallbiten snarare är nära släkt med rosenfinkar. I och med det har den fått ett nytt namn, enrosenfink. Utvecklingslinjen för Pinicola skiljde sig ifrån sina släktingar under pliocen, för ungefär ett dussintal miljoner år sedan.

### Underarter
Tallbiten delas in i mellan åtta och nio underarter. Följande lista med underartsgrupper följer Clements et al 2019.
- enucleator-gruppen
  - Pinicola enucleator enucleator – norra Skandinavien till Ryssland och till Jenisejfloden i västra Sibirien
  - Pinicola enucleator pacata (inkluderas ofta i kamtschatkensis[10]) – Sibirien, från Jenisej och österut till bergskedjan Altai, och i Mongoliet och Manchuriet
  - Pinicola enucleator kamtschatkensis – västra Sibirien, från Anadyrfloden till Kamtjatkahalvön
  - Pinicola enucleator sakhalinensis – Sachalin, på Kurillerna och i högt belägna bergsområden på Hokkaido
- Pinicola enucleator flammula – södra Alaska till nordvästra British Columbia; övervintrar så långt söderut som till nordvästra USA
- Pinicola enucleator carlottae – öar och utmed kusten från Haida Gwaii till Vancouver Island
- Pinicola enucleator montana – inre delarna av centrala British Columbia till Klippiga bergen i sydvästra USA
- Pinicola enucleator californica – bergsområdena i Sierra Nevada till östra Kalifornien
- Pinicola enucleator leucura (inklusive alascensis och eschatosa) – häckar i boreala zonen i Nordamerika, från Alaska österut till södra Quebec och Newfoundland; stannfågel men vissa individer sprider sig söderut vintertid

Den nordamerikanska populationen skiljer sig relativt kraftigt genetiskt från den i Gamla världen.

## Ekologi
Tallbiten häckar i gamla och orörda barrskogar med inslag av björkar och bärris. Den är trots namnet inte bunden till tall utan ses oftare i granskog. Födan består av frön, knoppar, skott och bär som rönnbär, lingon och blåbär. Under häckningstid lever den tillbakadraget men kan vintertid uppträda helt orädd när den äter rönnbär, ibland mitt inne i samhällen. Boet tillverkat av fina kvistar och fodrat med strån placeras intill en trädstam, ofta gran. Däri lägger den tre till fyra ljusgröna, med grå och svarta fläckar försedda ägg.

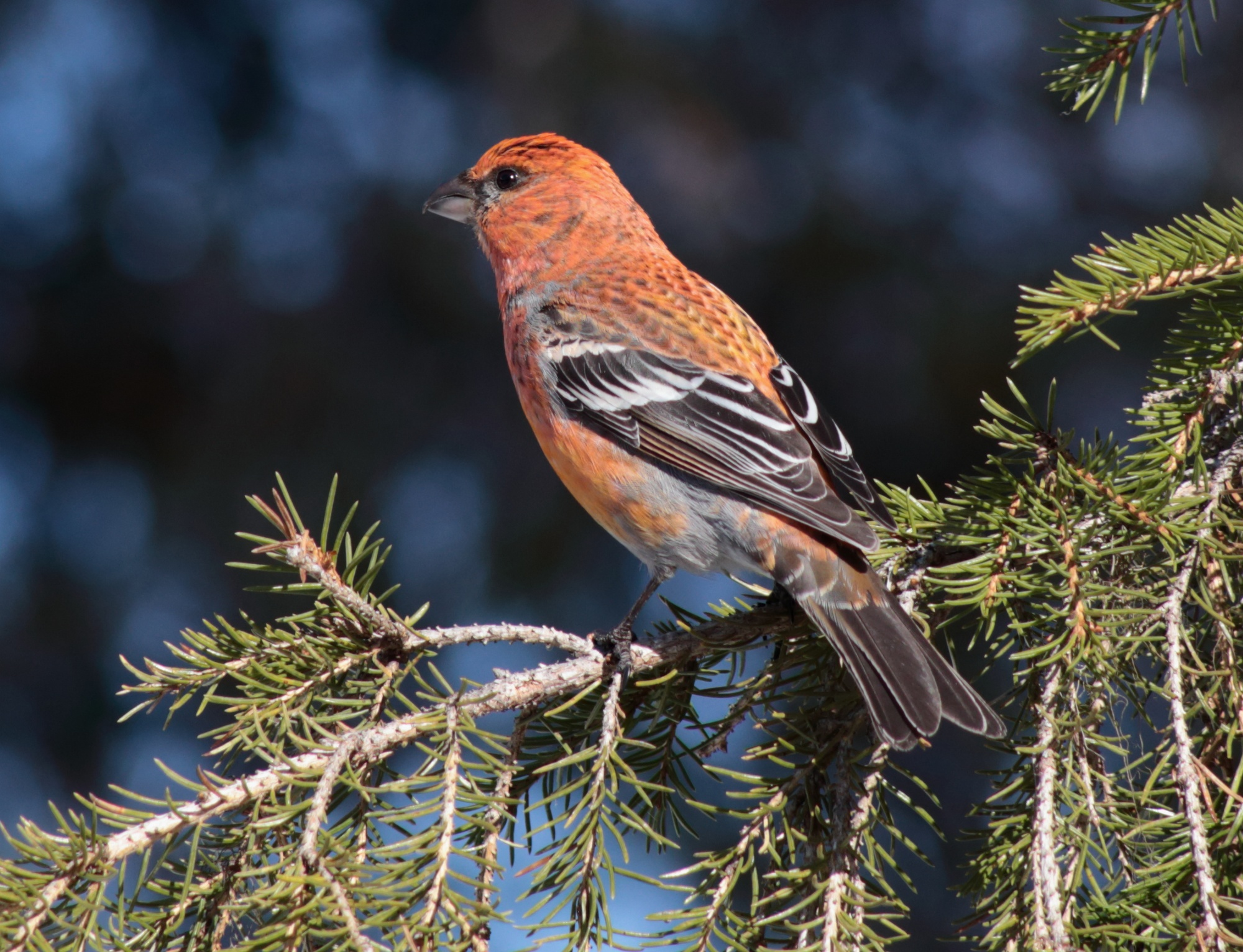
Hane på häckplats i finska Kittilä.

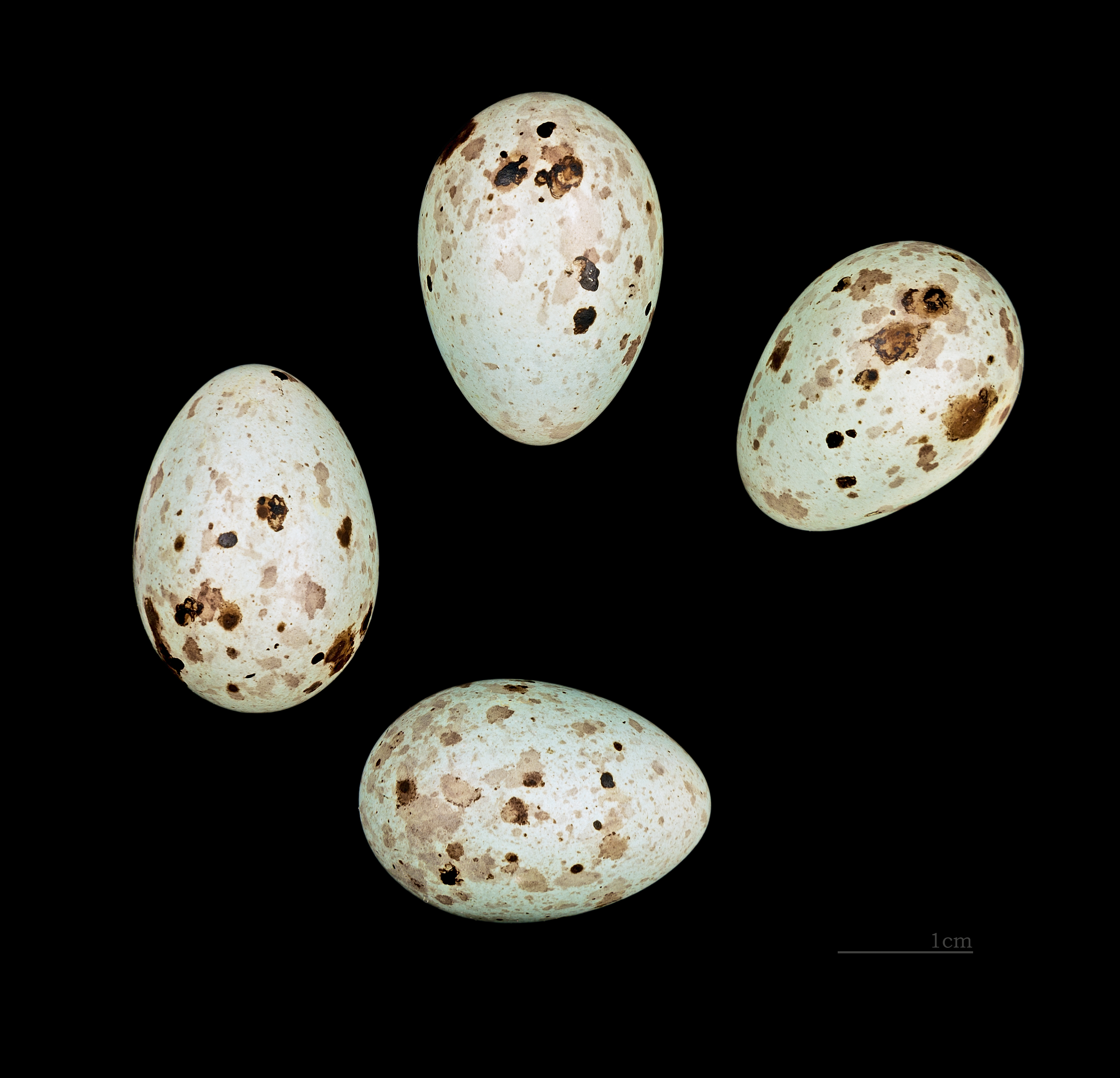
Ägg av tallbit.

## Tallbiten och människan

### Status och hot
Arten har ett stort utbredningsområde och en stor population, men tros minska i antal, dock inte tillräckligt kraftigt för att den ska betraktas som hotad. Internationella naturvårdsunionen IUCN kategoriserar därför arten som livskraftig (LC).

#### Status i Sverige och Finland

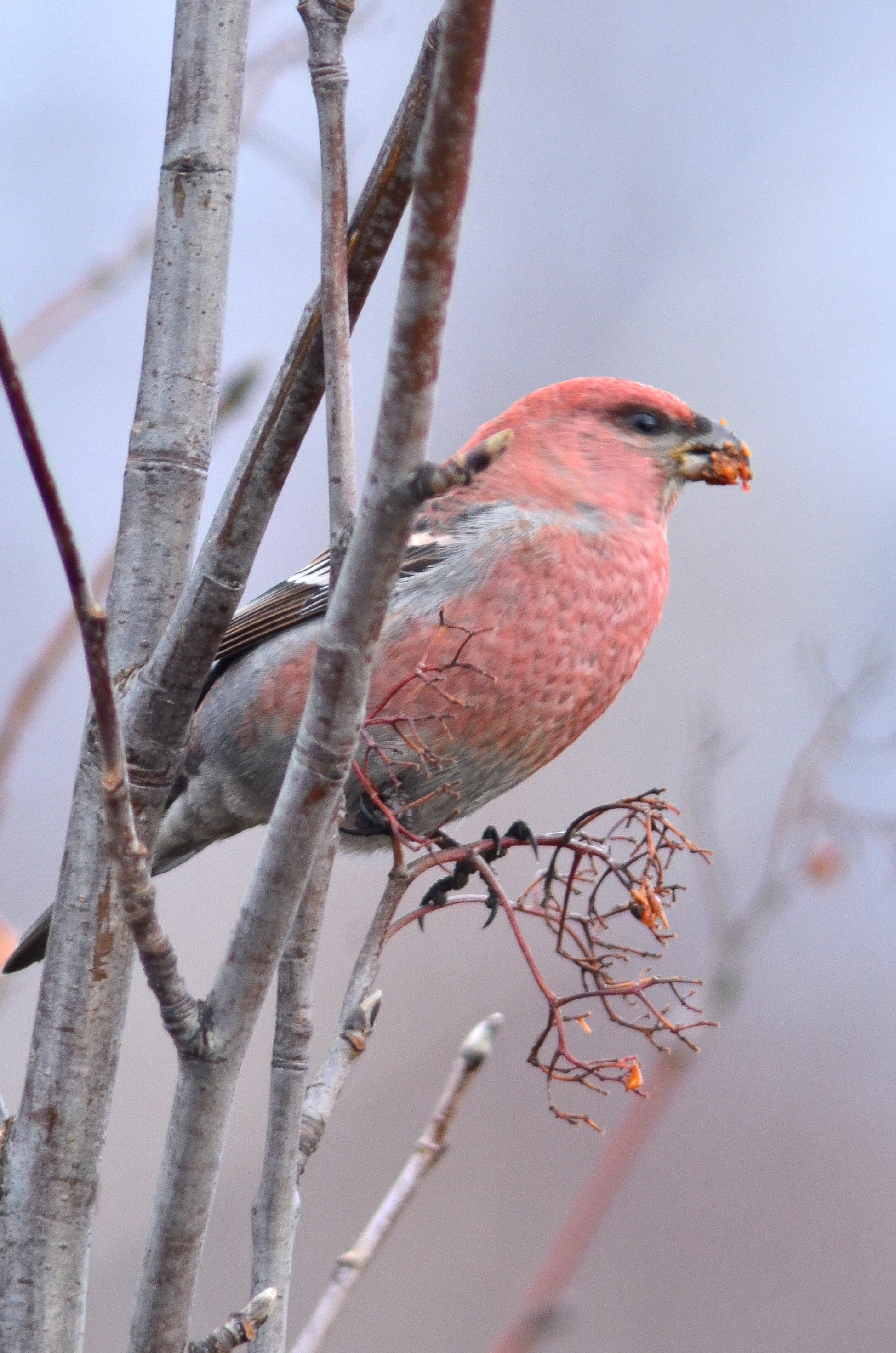
Hane som äter rönnbär i Kotka, Finland.

Kunskapen om tallbitens status i Sverige är begränsad med tanke på dess tillbakadragna leverne under häckningstid och avlägsna häckningstrakter. Det svenska beståndet har uppskattats till cirka 11 000 par (6 500–13 500). Utbredningsområdet har minskat i söder och 90% av populationen tros numera förekomma i Norrland. De senaste 30 åren bedöms tallbiten ha minskat i antal med 25–75 %. Med tanke på att den anses vara knuten till gammal granskog tros denna minskning fortsätta när dessa skogar blir allt färre. I 2020 års rödlista tas därför tallbiten upp som sårbar. I Finland uppskattas mellan 5 000 och 20 000 par häcka, men även där har den minskat, med hela 70 % 1990–2000.

### Namn
Förr har tallbiten på vissa håll i Sverige kallats för dumsnut efter att tallbiten vintertid kan vara helt orädd och lätt att komma nära. Den har även kallats svensk papegoja, nattvaka och parisfågel.

### Trycka källor
- Svensson, Lars; Peter J. Grant, Killian Mullarney, Dan Zetterström (2009). Fågelguiden: Europas och Medelhavsområdets fåglar i fält (andra upplagan). Stockholm: Bonnier Fakta. sid. 384. ISBN 978-91-7424-039-9